# De feunix
Tom Poes en de feunix of kortweg De feunix is het 84ste verhaal uit de Bommelsaga, geschreven en getekend door Marten Toonder. Het verhaal verscheen voor het eerst op 23 april 1959 en liep tot 7 juli 1959 in de Volkskrant. Thema: De feunix als symbool van vernieuwing.

## Samenvatting
Heer Bommel heeft op een veiling een oude kast gekocht. De langslopende markies de Canteclaer komt eens kijken en hij herkent de beeltenis van de mythische vogel phoenix. De markies vertelt Tom Poes en heer Bommel over een gedicht van deze vogel, vervolgens passeert ook Terpen Tijn langs het kasteel. Heer Bommel laat ook aan hem de kast zien met de vogel erop.
Die avond belt een grijsaard aan die een plek zoekt om zijn ei te laten uitkomen. De volgende dag gaat heer Bommel langs bij Tom poes, deze zegt de grijsaard niet gezien te hebben, maar net als heer Bommel vertrokken is verschijnt de oude man. De man vertelt aan Tom Poes een gedicht en verdwijnt daarna, Tom Poes concludeert dat de oude man de feunix was. De feunix probeert hierna bij verschillende mensen zijn ei te laten uitkomen, uiteindelijk komt het ei uit in de oude kast van heer Bommel. De nieuwe feunix blijkt in tegenstelling tot de oude wel van vernieuwing te houden. Dat komt burgemeester Dickerdack goed uit, maar toch weigeren de feunix, heer Bommel en Tom Poes om een commissie van vernieuwing te vormen.

## Voetnoot
1. ↑  Resultaten | Delpher. www.delpher.nl. Geraadpleegd op 21 oktober 2023.
2. ↑   Nieuwe spelling: feniks